# Mekarsari (Muara Kelingi)
Mekarsari is een bestuurslaag in het regentschap Musi Rawas van de provincie Zuid-Sumatra, Indonesië. Mekarsari telt 569 inwoners (volkstelling 2010).